# 石橋慶子
石橋 慶子（いしばし けいこ、1959年 - ）は、著作家、元青年海外協力隊員。青年海外協力隊の内情を描いた著書『青年海外協力隊の虚像―天下りの温床』を著した。

## 経歴
1959年東京都に生まれる。桜蔭高等学校を経て早稲田大学卒業。コンピュータ会社でシステムエンジニアとして勤務を経て、1989年から青年海外協力隊員として中米のホンジュラスで活動。1989年9月16日朝日新聞朝刊の読者からの投稿を掲載する「声」の欄に、「意外と難しい同胞との交際」というタイトルの石橋の投稿が掲載された。これについて石橋は「協力隊員のことを悪く書く気持ちなど少しもなかった」としたが、同じホンジュラスに派遣されていた他の協力隊員の強い批判を浴びたとしている。この一件を契機に石橋は、1990年、任期を短縮して日本に帰国することになった。
帰国後の1994年、『新潮45』6月号に「あえて書く青年海外協力隊堕落論」を発表。この記事が、月刊『マルコポーロ』で、日本発売のあらゆる雑誌掲載記事の中で、今月の必読ランキング第一位となり、注目を集める。1997年『青年海外協力隊の虚像』が健友館より企画出版された。

## 青年海外協力隊に対する批判
ODA（政府開発援助）の中でも、美談ばかりが語られる青年海外協力隊について、その実状を実体験に基づき、一連の著作により問題提起を行った。「あえて書く青年海外協力隊堕落論」発表後、『AERA』1994年8月15日・22日合併号に「青年海外協力隊異聞〜華やかさの影に情報過疎の悲哀」というタイトルの記事が、つづいて『諸君!』1994年9月号に「青年海外協力隊症候群」が相次いで掲載された。
高橋昭協力隊事務局長（当時）へのインタビューの形式で、協力隊機関誌『クロスロード』の1994年10月号に「相次ぐマスコミの協力隊批判にお答えします」という反論記事を掲載した。その中で石橋の批判記事について、「悪意に満ちており、ひどすぎる」、「（隊員の中には）まじめな人もいたが、隊員の多くは『とんでもない人』だったという指摘は事実に反する」、「ホンジュラスの含め、ほとんどの帰国隊員は、（石橋の主張は）曲解がありすぎとがっかりしている」などと反論を行った。
協力隊の参加経験者で、神戸大学大学院生であった青山直明は、「青年海外協力隊に見る中の論理と外の論理」というタイトルで、1997年に読売新聞が開催した第三回読売論壇新人賞に論文を投稿した。この中で青山は、石橋の一連の著作について「建設的な提言など皆無の、全くの感情的な批判」と評した。
また元青年海外協力隊員で、当時、中日新聞の記者であった吉岡逸夫が、『青年海外協力隊の正体』を出版。この本の「あとがき」の項で吉岡逸夫は、石橋の著書を読んだこと、また石橋へのインタビューを申し込んだが、断られたことを明らかにした。

## 著書
- 『あえて書く青年海外協力隊堕落論』新潮451994年6月号52頁
- 『青年海外協力隊の虚像―天下りの温床』健友館 ISBN 4773703822 1997年